# ダブリン・ヒューストン駅
ダブリン・ヒューストン駅（ダブリン・ヒューストンえき、愛: Baile Átha Cliath Stáisiún Heuston、英:  Dublin Heuston Station）は、アイルランドの首都ダブリン8区セント・ジョンズ通り西にある、アイルランド国鉄、ルアスの駅である。通称はヒューストン駅（愛: Stáisiún Heuston、英: Heuston Station）であり、単に「ヒューストン」と呼ばれる場合もある。

## 概要
ダブリンの主要ターミナル駅のひとつである。1846年にキングスブリッジ駅として開業した。1966年にイースター蜂起50周年を記念して、犠牲者の一人であるショーン・ヒューストンの名前に駅名を変更した。1日平均乗降者数は22,296人（2017年のアイルランド国鉄）である。主に、コーク、ウォーターフォード、ゴールウェイなど、アイルランド西部、および南西部へ向かう列車が発着している。路面電車（ライトレール）のルアスの乗り場が駅の正面にあり、もうひとつのターミナル駅であるコノリー駅と連絡している。
2004年からは、ルアスのレッドラインの終着停留場が開業した。

## 歴史

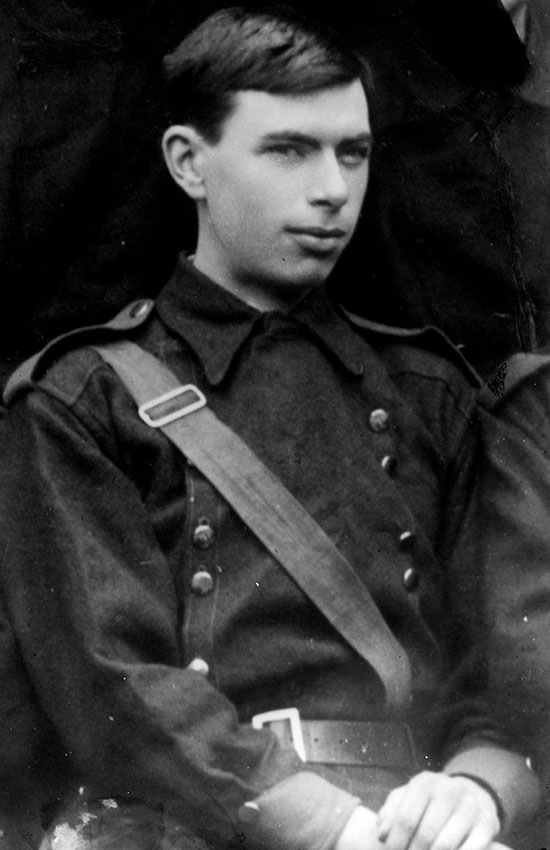
ショーン・ヒューストン

1846年8月4日、グレート・サザン＆ウエスタン鉄道（GS&WR）の終着駅兼本社として開業した。当初はリフィー川に架かるキングスブリッジにちなんでキングスブリッジ駅と呼ばれていた。1966年、イースター蜂起50周年を記念して、1916年のイースター蜂起で近くのポストを指揮した若い鉄道員、ショーン・ヒューストンに敬意を表して「ヒューストン駅」と改名された。ヒューストンは、イースター蜂起後にイギリス軍に処刑された16人のうちのひとりで、以前は駅の事務所で勤務していた。
旅客ターミナルや建物はロンドン生まれの建築家サンクトン・ウッドが設計し、列車の上屋やインフラはアイルランド生まれの鉄道技師ジョン・マクニールが設計した。
最初に建設されたときは、5本の客車線で区切られた2つのホームしかなかった。その後、そのうちの2本は2面式ホームに置き換えられ、残りの客車線も取り除かれた。1872年に駅の南側、駅の屋根の向こう側に作られた追加のホームは、「軍用ホーム」として知られていた。需要の増加に対応し、遅延を減らす必要があったため、2002年8月には3つの新しいホームが1億7,000万ユーロの開発の一環として、改良された信号機とアプローチ軌道を組み込んだものとなった。
駅の改装と近代化（クイン・サベージ・スミス建築とエンジニアリングのビューロー・ハッポルド社による）以来、商業施設には、イーゾン（本屋）の2つの支店、マークス＆スペンサー、スーパーマック（ファーストフード店）の支店、数軒のカフェ、キオスク、大型パブなどの飲食施設が含まれている。
インチコア鉄道事業所のメンテナンスデポは、約3kmの距離にあり、ヒューストン駅と同様に1846年にも開業している。

## 駅構造

### アイルランド国鉄
終端ホームが島式4面8線、中間ホームが単式1面1線の計5面9線のホームを持つ地上駅である。1番線は2番線の延長線上にあり、通過をしなければならない。2002年から2004年までの改修工事前には、5つのホームがあった。10番線はダブリン・コノリー駅に接続するフェニックス・パーク・トンネル線に位置しており、唯一中間ホームとして機能しているが、駅舎および他のホームから離れており、定期列車には使用されていない。9番線は存在しない。
ダブリンとアイルランドの南西部、南西部、西部を結ぶアイルランド国鉄の最大の鉄道駅である。また、駅付近には当駅を発着する現代ロテム製のIÉ22000系列車専用の整備場がある。
トイレ（車椅子対応）はメインコンコースにあり、無料のWi-Fiスポットも利用できる。発車標はメインコンコースに設置されているほか、各プラットホームにも設置されている。

駅構内にはカフェが3店、レストランが4店、新聞販売店・本屋が1店、コンビニエンスストアが1店、ATM、自動販売機が設置されている。また、メインコンコースにはピアノも設置されており、NHK BS1の「駅ピアノ・空港ピアノ・街角ピアノ」にて放送されているダブリン・コノリー駅のピアノと同じである。

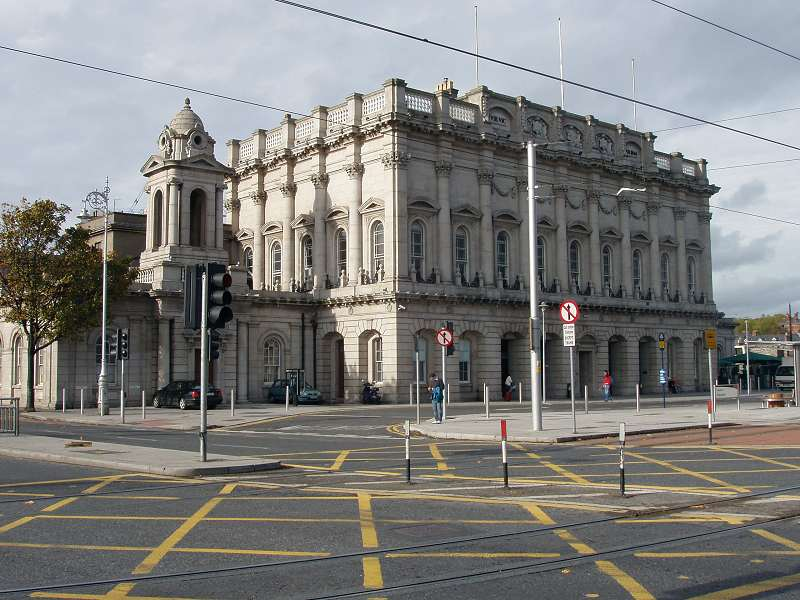
ダブリン・ヒューストン駅（2006年11月26日）
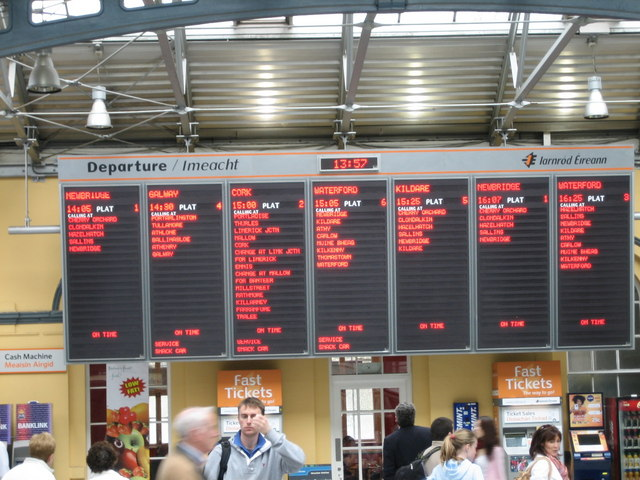
旧発車標（2006年4月20日）
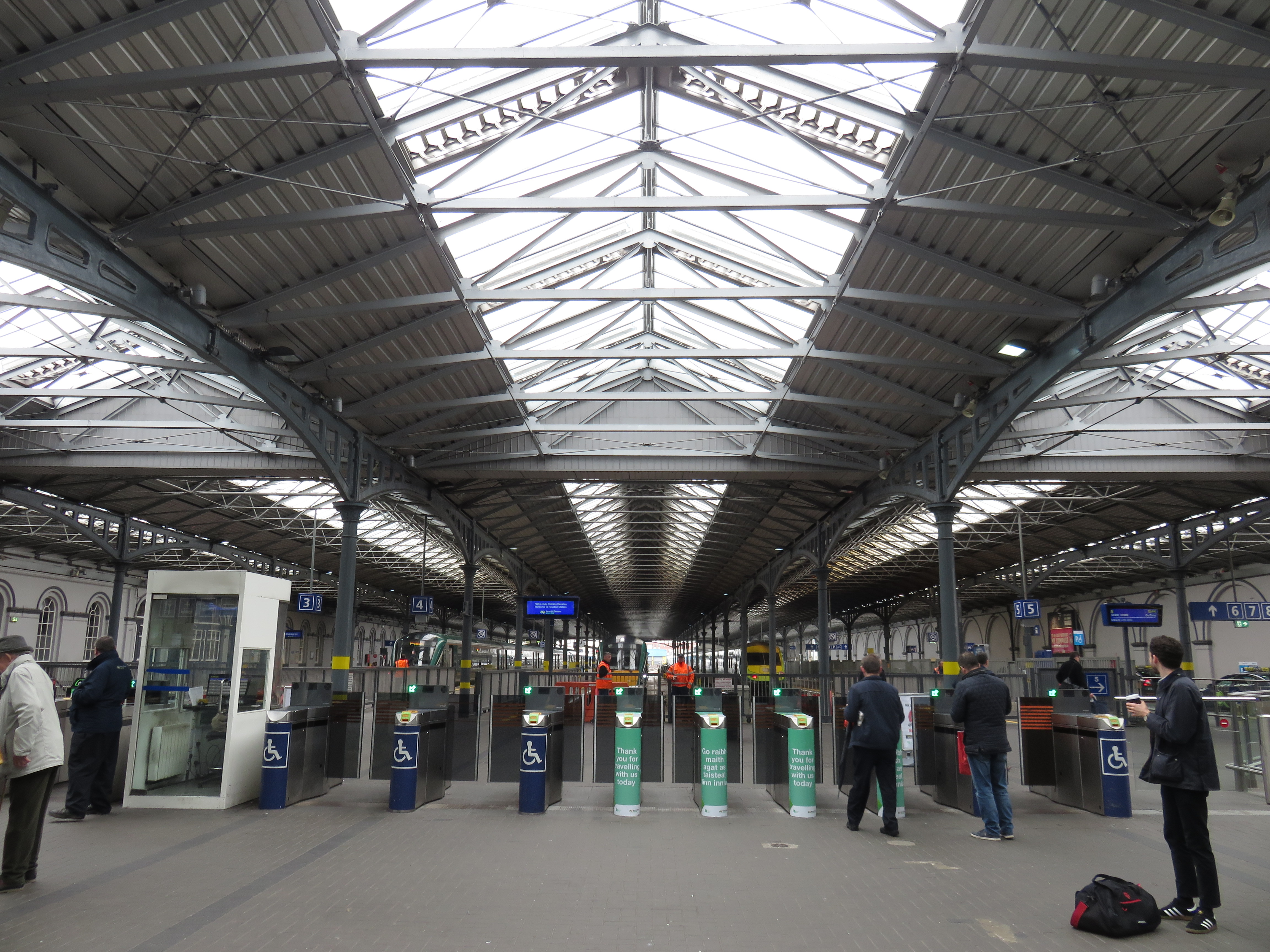
ホーム（2018年5月3日）
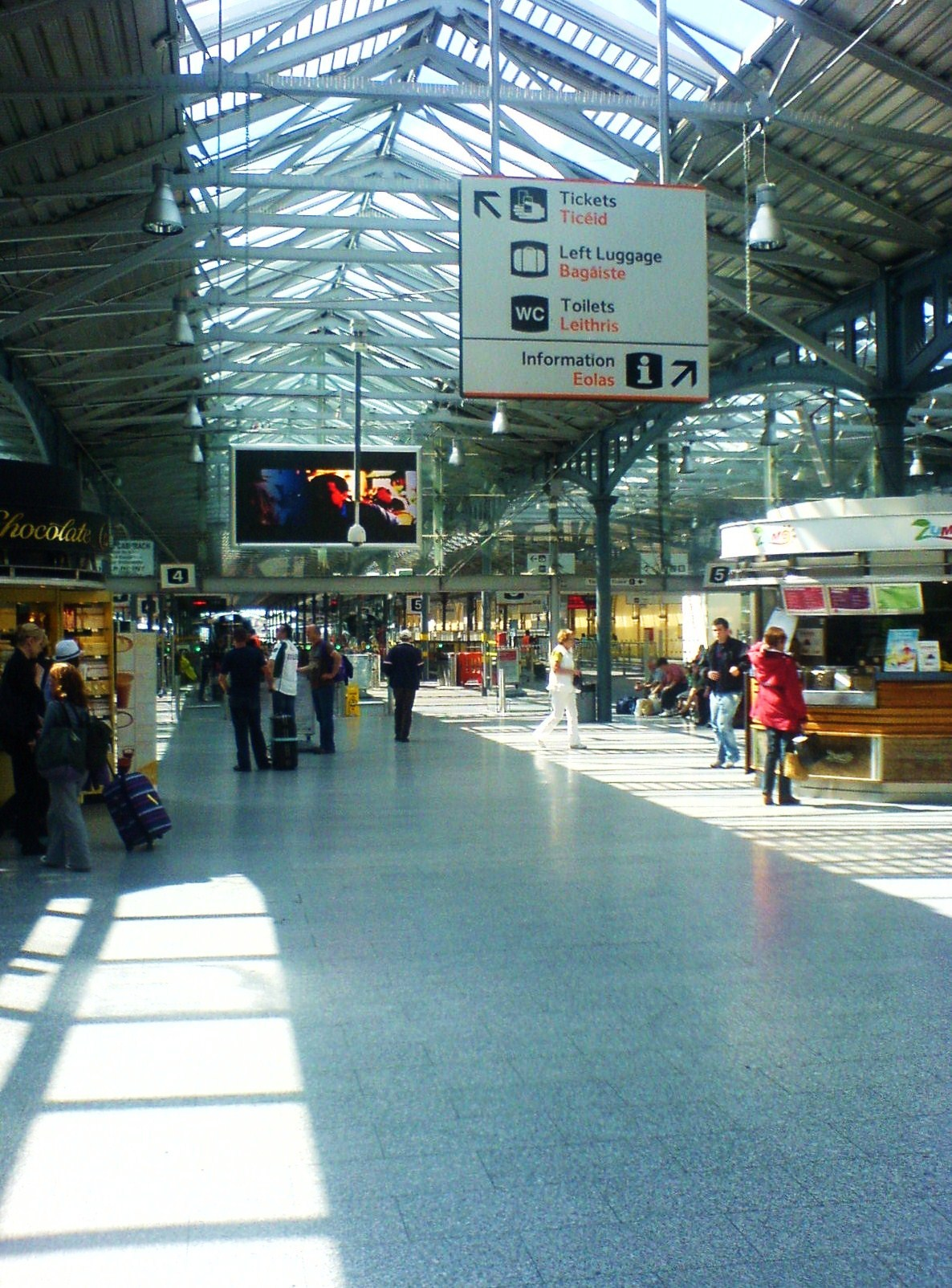
改札口方面のメインコンコース（2010年4月）
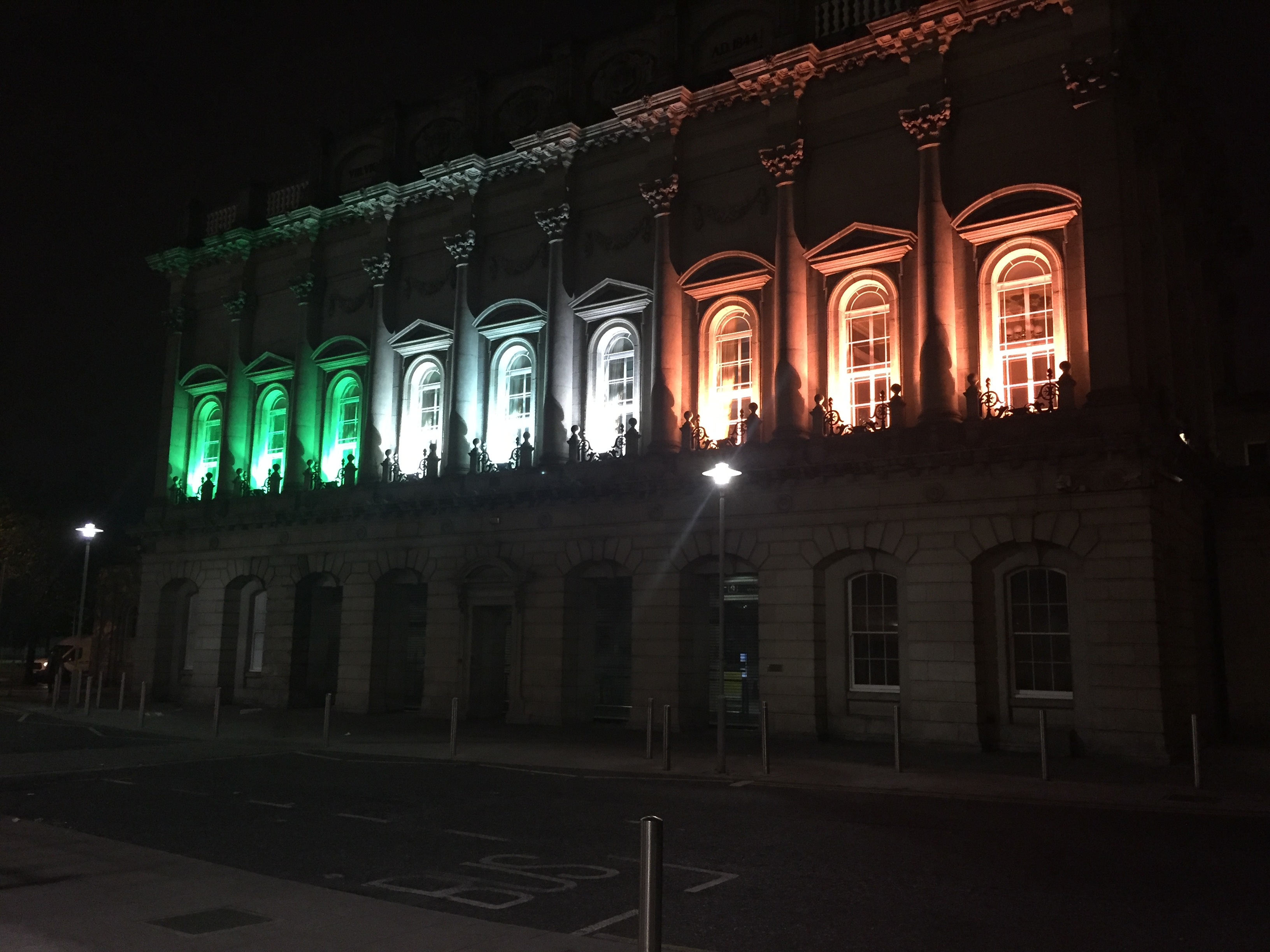
1916年のイースター蜂起を記念するライトアップ

#### 路線
ダブリン・ヒューストン駅からのインターシティ（IC）は、コーク、リムリック、ウォーターフォード、ゴールウェイ、メイヨー、ケリーを発着している。
コミューター（ダブリン通勤列車）は、月曜日から土曜日はポートリーシュ行きの全駅に停車し、日曜日はキルデア行きの全駅に停車する。
ヒューストン駅はコークへの本線の終着駅で、コーク・ケント駅行きの主要なサービスポイントや乗り換えポイントは以下の通り。
- キルデア駅（ウォーターフォード線）
- ポーターリントン駅（タラモアとアスローンを経由して西へ向かう路線）
- ポートリーシュ駅（ヒューストン駅からのコミューターの終着駅）
- バリーブロフィー駅（リムリック - バルブロフィー線の駅の分岐点）
- リムリック・ジャンクション駅（リムリックとアニスへの乗り換え、クロンメルを経由してウォーターフォードへ向かう路線）
- マロウ（キラーニーとトラリーへの分岐点、コークへのコミューター路線の発着駅）

#### 他の主要鉄道駅への乗り換え
2016年以前は、フェニックス・パーク・トンネルを経由してダブリン・コノリー駅とダブリン・ヒューストン駅を結ぶ路線は、貨物と鉄道車両の移動にのみ使用されていた。年に1 - 2回、特別列車が運行され、通常はクローク・パークで行われるゲーリック体育協会の試合のためにコーク・ケント駅からコノリー駅まで運行されていた。2016年11月21日には、この路線に沿ったより定期的な運行が開始された。
路面電車のルアス・レッドラインが2つの駅を結んでいる（オフピークの土日とバンク・ホリデーを除く）。

### ルアス
2004年に開通したヒューストン・ルアス停留場は、アイルランド国鉄の駅舎の前（東）に位置している。停留場の北側では、路面電車はルアスの建設の一環として改修されたショーン・ヒューストン橋でリフィー川を渡っている。南側では、路面電車はスティーブンズ・レーンを上っていくが、セント・パトリック大学病院（ダブリン大学トリニティ・カレッジ附属）以外への一般車両の通行は禁止されている。
相対式ホーム2面と終端島式ホーム2面ホームと計4つのホームがあり、ルアスで最も多い停留場となっている。駅に最も近い2つのホームは、コノリーまたはザ・ポイント方面に向かう北方面に使用されている同じ線路の区間を利用している。セント・ジョンズ通り西に最も近いホームは、タラやサガート方面に向かう南方面用に使用されている。島式ホームの東側は終点ホームで、特定のピーク時にのみ、市内中心部で臨時列車が運行されている。

#### のりば
| プラットホーム | 路線          | 方向          | 行先             |
| -------------- | ------------- | ------------- | ---------------- |
| 東             | ■レッドライン | 南行          | タラ方面         |
| 東             | ■レッドライン | 南行          | サガート方面     |
| 島             | ■レッドライン | ■レッドライン | ■レッドライン    |
| 西             | ■レッドライン | 北行          | コノリー方面     |
| 西             | ■レッドライン | 北行          | ザ・ポイント方面 |

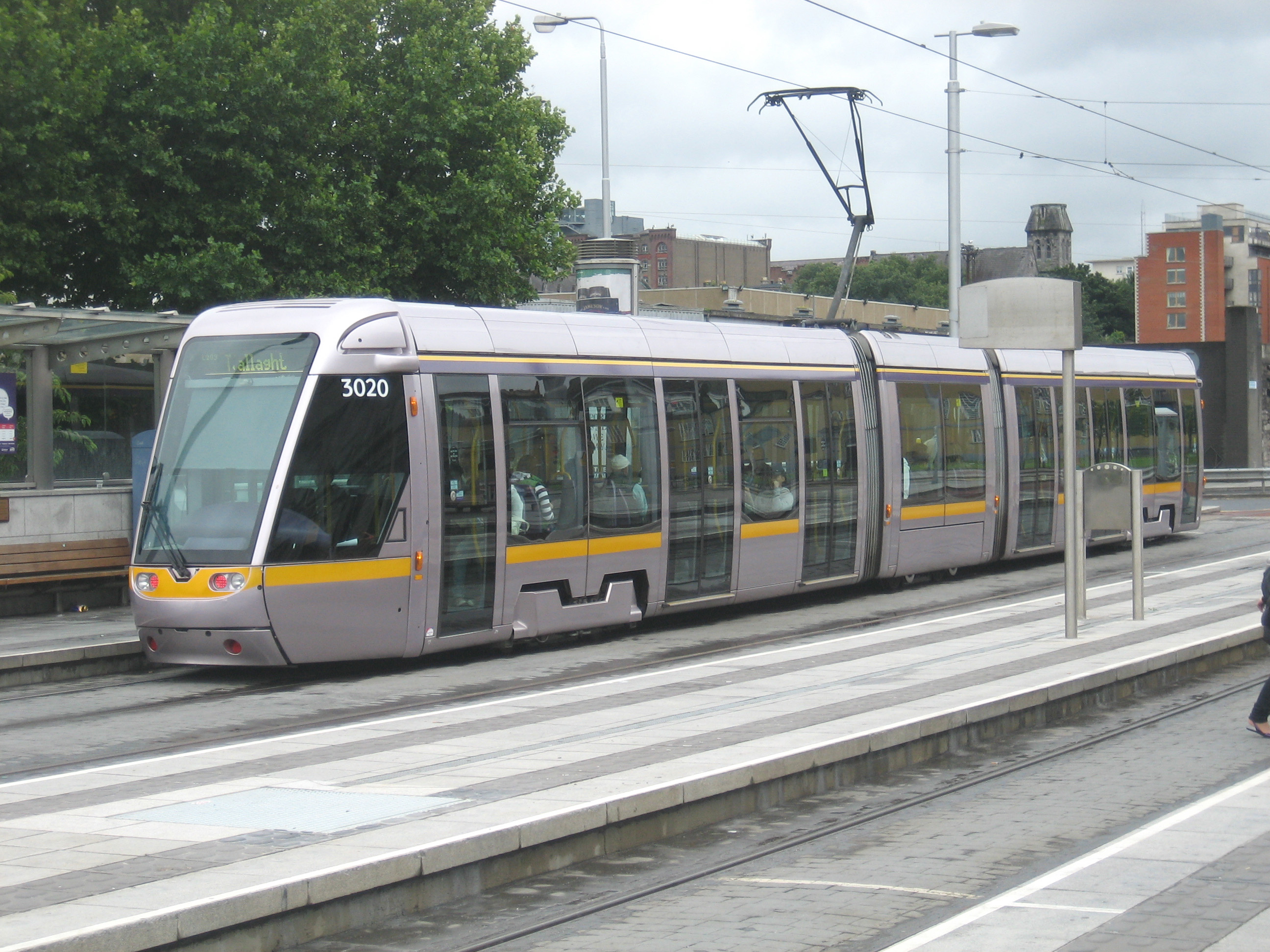
ヒューストン停留場（2007年8月1日）
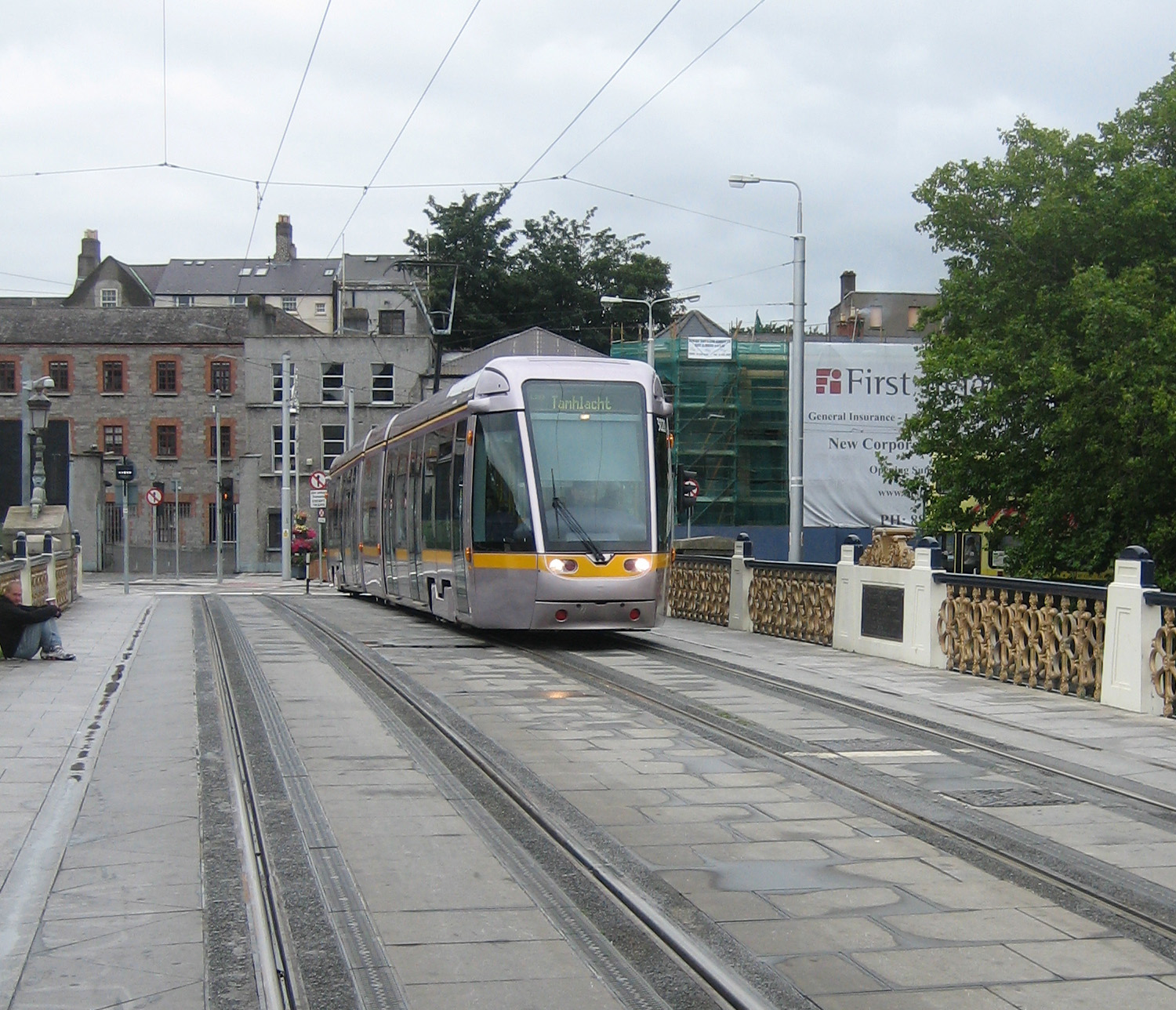
ショーン・ヒューストン橋を渡るルアス

## 利用状況
早朝は、ダブリン近郊からの通勤・通学客の利用が多い。夕方になると、ダブリン近郊への通勤・通学客の利用が多くなる。当駅でアイルランド国鉄路線からダブリンバスの路線でアイルランド国立大学ダブリン校（UCD）、ダブリン工科大学（グランジゴーマンキャンパス）、アート・デザイン国立大学（NCAD）などへの通学生やダブリンのもうひとつのターミナル駅であるダブリン・コノリー駅へ向かうため、ルアスのレッドラインに乗り換える乗客もいる。
- アイルランド国鉄 - 2018年度の1日平均乗降人員は23,087人である[20]。

### 年度別1日平均乗降人員
各年度の1日平均乗降人員は下表の通りである（アイルランド国鉄のみ）。
| 年度 | 1日平均 乗者人員 | 1日平均 降車人員 | 1日平均 乗降人員 | 増加率 | 出典   |
| ---- | ---------------- | ---------------- | ---------------- | ------ | ------ |
| 2012 | 8,650            | 8,098            | 16,748           | -      | [ 21 ] |
| 2013 | 8,662            | 8,919            | 17,581           | 4.7%   | [ 22 ] |
| 2014 | 9,394            | 9,273            | 18,667           | 5.8%   | [ 23 ] |
| 2015 | 9,639            | 9,680            | 19,319           | 3.3%   | [ 24 ] |
| 2016 | 9,537            | 10,007           | 19,544           | 1.2%   | [ 25 ] |
| 2017 | 10,700           | 11,596           | 22,296           | 12.3%  | [ 26 ] |
| 2018 | 11,427           | 11,660           | 23,087           | 3.4%   | [ 20 ] |

### 駅周辺
駅周辺には、ギネスビール博物館、ダブリン動物園、フェニックス・パーク、アイルランド国立博物館、複数の病院などがある。

## 今後の計画
2018年に提案されたメトロリンクの諮問文書には、フェニックス・パーク・トンネルを経由してカブラに接続するヒューストン西駅（仮称）への言及が含まれいた。
1970年代に最初に発表された他の計画では、DARTの「地下トンネル計画」がヒューストン駅とダブリン・ピアース駅を結ぶことを示唆していた。2015年現在、この計画は審査の対象となっており、2018年半ば現在、「DART地下トンネル計画」には資金が投入されていない。

## 隣の駅
アイルランド国鉄
インターシティ
■ コーク線
パーク・ウェスト＆チェリー・オーチャード駅 - ダブリン・ヒューストン駅
■ ゴールウェイ線
ヘーゼルハッチ＆セルブリッジ - ダブリン・ヒューストン駅
■ リムリック＆エニス線
ヘーゼルハッチ＆セルブリッジ - ダブリン・ヒューストン駅
■ リムリック＆ネナ線
ニューブリッジ - ダブリン・ヒューストン駅
■ ウォーターフォード線
パーク・ウェスト＆チェリー・オーチャード駅 - ダブリン・ヒューストン駅
■ ウェストポート＆バリナ線
ニューブリッジ駅 - ダブリン・ヒューストン駅
■ ポートリーシュ線
パーク・ウェスト＆チェリー・オーチャード駅 - ダブリン・ヒューストン駅
コミューター（ダブリン通勤列車）
■ 南西部線
パーク・ウェスト＆チェリー・オーチャード駅 - ダブリン・ヒューストン駅
ルアス
■ レッドライン
ジェイムズ停留場 - ヒューストン停留場 - ミュージアム停留場